# Androglossini
Androglossini é uma tribo de pássaros pertencentes à família Psittacidae, cujos membros habitam a região neotropical. É uma das duas tribos da subfamília Arinae, ao lado de Arini.

## Systematics
| Imagem | Gêneros                                 | Espécies vivas |
| ------ | --------------------------------------- | --- |
|        | Pyrilia Bonaparte, 1856                 | - Pyrilia vulturina - Pyrilia aurantiocephala - Pyrilia haematotis - Pyrilia pulchra - Pyrilia barrabandi - Pyrilia pyrilia - Pyrilia caica |
|        | Pionopsitta Bonaparte, 1854             | - Pionopsitta pileata |
|        | Graydidascalus Bonaparte, 1854          | - Graydidascalus brachyurus |
|        | Alipiopsitta Caparroz and Pacheco, 2006 | - Alipiopsitta xanthops |
|        | Pionus Wagler, 1832                     | - Pionus menstruus - Pionus sordidus - Pionus maximiliani - Pionus senilis - Pionus tumultuosus - Pionus seniloides - Pionus chalcopterus - Pionus fuscus |
|        | Amazona Lesson, 1830                    | - Amazona leucocephala - Amazona collaria - Amazona ventralis - Amazona albifrons - Amazona xantholora - Amazona agilis - Amazona vittata - Amazona tucumana - Amazona pretrei - Amazona viridigenalis - Amazona finschi - Amazona autumnalis - Amazona diadema - Amazona dufresniana - Amazona rhodocorytha - Amazona brasiliensis - Amazona festiva - Amazona barbadensis - Amazona aestiva - Amazona oratrix - Amazona tresmariae - Amazona auropalliata - Amazona ochrocephala - Amazona amazonica - Amazona mercenarius - Amazona kawalli - Amazona farinosa - Amazona guatemalae - Amazona vinacea - Amazona versicolor - Amazona arausiaca - Amazona guildingii - Amazona imperialis - Amazona martinica (extinto) - Amazona violacea (extinto) |
|        | Triclaria Wagler, 1832                  | - Triclaria malachitacea |